# 北緯46度線
北緯46度線（ほくい46どせん）は、地球の赤道面より北に地理緯度にして46度の角度を成す緯線。ヨーロッパ、アジア、太平洋、北アメリカ、大西洋を通過する。この緯度の下では、夏至点時の可照時間は15時間45分で、冬至点時は8時間38分である。

## 通過する地域及び一覧
北緯46度線は、本初子午線から東に向かって以下の場所を通っている。
| 地理座標                                               | 国土・領土・領海       | 備考 |
| ------------------------------------------------------ | ---------------------- | --- |
| 北緯46度0分 東経0度0分 / 北緯46.000度 東経0.000度      | フランス               | |
| 北緯46度0分 東経7度0分 / 北緯46.000度 東経7.000度      | スイス                 | |
| 北緯46度0分 東経7度53分 / 北緯46.000度 東経7.883度     | イタリア               | マッジョーレ湖を通過 |
| 北緯46度0分 東経8度49分 / 北緯46.000度 東経8.817度     | スイス                 | ルガーノ湖を通過 |
| 北緯46度0分 東経9度1分 / 北緯46.000度 東経9.017度      | イタリア               | コモ湖を通過 |
| 北緯46度0分 東経13度29分 / 北緯46.000度 東経13.483度   | スロベニア             | リュブリャナの南を通過 |
| 北緯46度0分 東経15度42分 / 北緯46.000度 東経15.700度   | クロアチア             | |
| 北緯46度0分 東経17度18分 / 北緯46.000度 東経17.300度   | ハンガリー             | |
| 北緯46度0分 東経19度4分 / 北緯46.000度 東経19.067度    | セルビア               | 約7km |
| 北緯46度0分 東経19度9分 / 北緯46.000度 東経19.150度    | ハンガリー             | 約4km |
| 北緯46度0分 東経19度12分 / 北緯46.000度 東経19.200度   | セルビア               | 約2km |
| 北緯46度0分 東経19度14分 / 北緯46.000度 東経19.233度   | ハンガリー             | 約5km |
| 北緯46度0分 東経19度18分 / 北緯46.000度 東経19.300度   | セルビア               | |
| 北緯46度0分 東経20度22分 / 北緯46.000度 東経20.367度   | ルーマニア             | |
| 北緯46度0分 東経28度6分 / 北緯46.000度 東経28.100度    | モルドバ               | |
| 北緯46度0分 東経28度55分 / 北緯46.000度 東経28.917度   | ウクライナ             | |
| 北緯46度0分 東経30度22分 / 北緯46.000度 東経30.367度   | 黒海                   | |
| 北緯46度0分 東経33度37分 / 北緯46.000度 東経33.617度   | ウクライナ             | クリミア半島 |
| 北緯46度0分 東経34度51分 / 北緯46.000度 東経34.850度   | アゾフ海               | |
| 北緯46度0分 東経37度56分 / 北緯46.000度 東経37.933度   | ロシア                 | |
| 北緯46度0分 東経48度55分 / 北緯46.000度 東経48.917度   | カスピ海               | |
| 北緯46度0分 東経52度55分 / 北緯46.000度 東経52.917度   | カザフスタン           | アラル海、バルハシ湖を通過 |
| 北緯46度0分 東経82度30分 / 北緯46.000度 東経82.500度   | 中華人民共和国         | 新疆ウイグル自治区 |
| 北緯46度0分 東経91度0分 / 北緯46.000度 東経91.000度    | モンゴル               | |
| 北緯46度0分 東経116度18分 / 北緯46.000度 東経116.300度 | 中華人民共和国         | 内モンゴル自治区 吉林省 - 約7km 内モンゴル自治区 吉林省 黒竜江省 — ハルビン市の30km北を通過                                    |
| 北緯46度0分 東経133度41分 / 北緯46.000度 東経133.683度 | ロシア                 | 沿海地方 |
| 北緯46度0分 東経137度51分 / 北緯46.000度 東経137.850度 | 日本海                 | |
| 北緯46度0分 東経141度58分 / 北緯46.000度 東経141.967度 |                        | 樺太（ ロシアが実効支配） |
| 北緯46度0分 東経142度7分 / 北緯46.000度 東経142.117度  | オホーツク海           | |
| 北緯46度0分 東経149度56分 / 北緯46.000度 東経149.933度 |                        | 千島列島・ウルップ島 （ ロシアが実効支配)                                                                                      |
| 北緯46度0分 東経150度13分 / 北緯46.000度 東経150.217度 | 太平洋                 | |
| 北緯46度0分 西経123度56分 / 北緯46.000度 西経123.933度 | アメリカ合衆国         | オレゴン州 ワシントン州 ワシントン州・オレゴン州境 アイダホ州 モンタナ州 ノースダコタ州 ミネソタ州 ウィスコンシン州 ミシガン州 |
| 北緯46度0分 西経85度37分 / 北緯46.000度 西経85.617度   | ミシガン湖             | |
| 北緯46度0分 西経85度0分 / 北緯46.000度 西経85.000度    | アメリカ合衆国         | ミシガン州 - アッパー半島、ドラモンド島                                                                                        |
| 北緯46度0分 西経83度30分 / 北緯46.000度 西経83.500度   | ヒューロン湖           | ノース海峡 - カナダ・オンタリオ州・コックバーン島、マニトゥーリン島の北を通過                                                  |
| 北緯46度0分 西経82度13分 / 北緯46.000度 西経82.217度   | カナダ                 | オンタリオ州 ケベック州 |
| 北緯46度0分 西経70度17分 / 北緯46.000度 西経70.283度   | アメリカ合衆国         | メーン州 |
| 北緯46度0分 西経67度47分 / 北緯46.000度 西経67.783度   | カナダ                 | ニューブランズウィック州 ノバスコシア州 (約2km)                                                                                |
| 北緯46度0分 西経64度0分 / 北緯46.000度 西経64.000度    | ノーザンバーランド海峡 | |
| 北緯46度0分 西経62度54分 / 北緯46.000度 西経62.900度   | カナダ                 | プリンスエドワードアイランド州                                                                                                 |
| 北緯46度0分 西経62度28分 / 北緯46.000度 西経62.467度   | ノーザンバーランド海峡 | |
| 北緯46度0分 西経61度33分 / 北緯46.000度 西経61.550度   | カナダ                 | ノバスコシア州 - ケープ・ブレトン島                                                                                            |
| 北緯46度0分 西経59度51分 / 北緯46.000度 西経59.850度   | 大西洋                 | |
| 北緯46度0分 西経1度23分 / 北緯46.000度 西経1.383度     | フランス               | オレロン島、本土 |

## 脚注

アメリカ合衆国では、この緯線はワシントン州とオレゴン州の境界の一部になっている。